# بیمارستان حشمت رشت
بیمارستان دکتر حشمت رشت بیمارستان فوق تخصصی قلب و عروق واقع در شهر رشت بیمارستانی است آموزشی و درمانی وابسته به دانشگاه علوم پزشکی گیلان که در سال ۱۳۴۹ خورشیدی تأسیس گردید.

## امکانات و خدمات
این بیمارستان با ۱۳۵ تخت فعال و ۱۸۰ تخت مصوب یکی از بیمارستان‌های فوق تخصصی کشور است و ماهانه به‌طور میانگین پنج هزار نفر از خدمات درمانی این مرکز بهره‌مند می‌شوند. بیماران از استان‌های اردبیل، مازندران، زنجان، قزوین و برخی کشورهای همسایه از امکانات درمانی بیمارستان حشمت رشت بهره می‌برند. بیمارستان دکتر حشمت رشت یکی از بیمارستان‌های فوق تخصصی قلب درجه یک کشور است.
این بیمارستان مجهز به بخشهای بخش مراقبت‌های ویژه، پست آنژیوگرافی، اتاق عمل جراحی قلب(OH)، اورژانس، قلب کودکان، جراحی قلب، قلب زنان و قلب مردان می‌باشد. بخش‌های پاراکلینیکی شامل آزمایشگاه و بانک خون، رادیولوژی، پژواک‌نگاری قلب، اکوکاردیو گرافی از راه مری، تست ورزش، هولتر مونیتورینگ ریتم و فشار، کاتتریسم آنژیوگرافی و آنژیوپلاستی، الکتروفیزیولوژی و پیس میکر قلب از دیگر امکانات این مرکز درمانی است.

## افتخارات
در ۱۱ مرداد ۱۳۹۶ طی مراسمی در تهران، از بیمارستان حشمت رشت به عنوان مجری برتر مدیریت درمان سکته‌های قلبی (طرح ۲۴۷) تقدیر شد و سلمان نیک فرجام فلوشیپ اینترونشنال کاردیولوژی، بعنوان نماینده مرکز آموزشی درمانی قلب حشمت رشت، تندیس و لوح تقدیر منتخب مدیریت درمان بیماران سکته حاد قلبی (کد ۲۴۷) را از وزیر بهداشت و سایر مسئولین نظام سلامت دریافت نمودند.